# Планетарна мъглявина
Планетарната мъглявина е сравнително кратка фаза от еволюцията на 95% от звездите (включително и Слънцето), при която червените гиганти се превръщат в бели джуджета. Тези космически обекти се виждат като малки пръстеновидни или дископодобни светли мъглявини, трудно различими от другите звезди, характерни с прости очертания и резки краища. Първите телескопни наблюдения ги оприличават с дисковете на планетите от слънчевата система, откъдето идва названието им. Независимо от изяснената природа на тези мъглявини през XIX век името им се запазило. Останалите 5% от звездите с маса превишаваща 8 пъти масата на Слънцето завършват живота си като супернови. В центъра на планетарната мъглявина е разположено бялото джудже, което излъчва в ултравиолетовия спектър, а веществото на мъглявината преобразува светлината във видимата част на спектъра. Температурата на планетарните мъглявини достига 10 000 – 20 000 К, а плътността – хиляди атоми в 1 см3. Степента на йонизация е по-висока, отколкото в дифузните мъглявини, като се понижава от центъра към краищата.
Когато приключат ядрените реакции в звездата, тя охладнява и почервенява, увеличавайки бързо своите размери и излъчвана енергия като се превръща в червен гигант. Тази фаза трае само няколко десетки хиляди години в сравнение с продължителния живот на звездата от над 10 млрд. години. Повечето от въглерода и останалата материя във Вселената са излъчени от червени гиганти. Когато червената звезда изхвърли своите външни слоеве, ултравиолетовата радиация от експлодиралото горещо звездно ядро предизвиква светене на този газов облак. Планетарната мъглявината се разширява със скорост 10 – 50 км/сек. и постепенно потъмнява при разпръскването на материята в междузвездното пространство. Размерите и варират от 0,1 до 1 pc. Масата на газовия облак е сравнително малка – от десети до стотни части от масата на Слънцето. Някои мъглявини, според формата им са наречени Сова, Гири, Сатурн. От 200 млрд. звезди в нашата галактика, едва 1500 са идентифицирани във фаза на планетарна мъглявина. Те са с блясък между 7-а и 14-а звездна величина. Обектите от 15-а звездна величина са над 15 милиона. Поради малкият мащаб на снимките, с които се откриват планетарни мъглявини, за повече от 700 от откритите, и то с неголяма точност, са определени само координатите върху небесната сфера и в най-добрия случай още сумарния блясък. За техния диаметър, структура, линии в спектъра нищо не е известно и представата за тях се базират на наблюденията върху 150-те най-светли или големи обекти. Самите ядра на планетарните мъглявини са от 10-а и по-малка звездна величина. Спектрите им са три вида: от клас О с тъмни линии, тип Волф-Райе с ярки ивици и непрекъснати каквито и да е било линии поради много високата температура и на силния ефект на Щарк (разширяване на спектралните линии поради междуатомните електрични полета), ако атмосферата на ядрото е много тънка и силно уплътнена. Оказва се, че ядрата са горещи, колкото най-горещите известни звезди, а масата на ядрата средно е около две слънчеви маси. Това е значително по-малко от масата на обикновените звезди от клас О и дори от звездите тип Волф-Райе.
Астрономи от Университета Рочестър, Ню Йорк са открили, че планети или много малки звезди в орбита около старите звезди създават разнообразен изглед на мъглявините или дори променят химическия състав на праха около старата звезда. При 20% от случаите разширяващият се материал запазва сферичната си форма, но в останалите 80% придобива най-разнообразни форми. При наличието на малък обект в широка орбита около звездата, гравитационното му привличане придърпва материал от облака извивайки го в спирала, започваща от централната звезда. На края около разширяващата се звезда се образува слой в тороидна форма който блокира изхвърляните слоеве прах и с течение на времето този процес формира невероятни форми, като например при мъглявината Гира (M27 или NGC 6853). Понякога спиралните вълни се късат, отпускайки компресирана енергия, която стопява материала в течни капчици. При охлаждането им молекулите се подреждат в кристални образувания около умиращите звезди преди да се образува мъглявината.
Когато малкият обект е изцяло обхваната от въшните слоеве са възможни три различни ситуации:
Първо, въртенето на малкия обект може да се ускори и да бъде изхвърлен, оформяйки голям диск около екватора на звездата.
Втората възможност е свързана с ускоряване на въртенето на вътрешните пластове в сравнение с външните, което увеличава магнитното поле на звездата, при което материалът се изхвърля през двата полюса като от джетове.
Третата възможност е малкият спътник сам да бъде изхвърлен от джетовете на звездата, когато е прекалено малък и не самият той размества слоевете.
При други случаи гравитацията на главната звезда може да разбие планетата на парчета докато орбитата ѝ се смалява, образувайки диск от останки около звездата. Турбулентността на създадения диск може да създаде ефект на магнитно динамо и отново материал да бъде изхвърлян с огромна скорост от полюсите на звездата, като разликата с предния вариант е, че джетовете изхвърлят и останки от планетата.
- M57
- NGC 6826
- NGC 7027
- NGC 3132
- IC 418
- NGC6543 Планетарна мъглявина „Котешко око“
- NGC 6751
- IC 4406
- Планетарна мъглявина „Охлюв“
- M27
- M76
- M97 (Планетарна мъглявина „Сова“)
- Планетарна мъглявина „Сатурн“
- NGC 6210
- NGC 2359
- Планетарна мъглявина „Захарен памук“
- Mz3 Планетарна мъглявина „Мравка“
- NGC6537 Планетарна мъглявина „Червен паяк“
- Планетарна мъглявина „Скат“
- NGC 2440
- NGC 5315
- NGC 2392
- NGC 2022
- NGC 2346
- NGC 2818
- NGC 2867
- NGC 3132 Южна пръстеновидна мъглявина
- NGC 5307
- Пясъчен часовник (планетарна мъглявина)